# كلية الحرب البحرية (اليابان)
كلية الحرب البحرية (باليابانية: 海軍大学校)، وتختصر إلى كايداي (باليابانية: 海大) كانت كلية الأركان التابعة للأسطول الإمبراطوري الياباني، المسؤولة عن تدريب الضباط لتولي المناصب القيادية سواء على السفن الحربية أو في المناصب الإدارية.
في ثمانينيات القرن التاسع عشر، أدرك الأسطول الإمبراطوري الياباني الحاجة إلى دراسات ما بعد التخرج لخرّيجي أكاديمية الأسطول الإمبراطوري الياباني. قام وزير البحرية سايغو تسوغوميشي بتفويض إنشاء كلية الحرب البحرية في 14 يوليو 1888 في تسوكيدجي، طوكيو، وقبلت الكلية أول دفعة من الطلاب في 28 أغسطس 1888. وفي نفس العام، انتقلت أكاديمية الأسطول الإمبراطوري الياباني من تسوكيدجي إلى إيتاجيما في محافظة هيروشيما.
توجهت البحرية إلى المملكة المتحدة للحصول على المساعدة في تحديث وتغريب البحرية، وقد قدمت البحرية الملكية مستشارين عسكريين للمساعدة في تطوير المناهج الدراسية. كان أول مدير لكلية الحرب البحرية هو إينوي كاورو، وكان من أبرز المستشارين الأجانب في المراحل الأولى القائد جون إنغليس الذي قام بإلقاء محاضرات في الكلية من 1887 إلى 1893. لم يقدم إنغليس عناصر التكتيك الغربي فقط، بل ركز أيضًا على أهمية المهارات الرياضية والفيزيائية للضباط القادة، بالإضافة إلى التكنولوجيات اللازمة لتشغيل السفن الحربية البخارية.
تم تدمير المنشآت الأصلية لكلية الحرب البحرية بسبب زلزال كانتو الكبير في 1923. في 27 أغسطس 1932، انتقلت الكلية إلى منشآت جديدة في كاميأوساكي، شيناغاوا، طوكيو.
بالمقارنة مع كلية الحرب العسكرية ، كان يستغرق الأمر وقتًا أطول لالتحاق ضباط البحرية بكلية الحرب البحرية. كان بإمكان الملازم أو الملازم القائد التقديم بعد عشر سنوات من الخدمة الفعلية بعد التخرج من أكاديمية الأسطول الإمبراطوري الياباني. خلال تلك الفترة العشرية، كان معظم المتقدمين قد تخرجوا أيضًا من إحدى المدارس التدريبية المتخصصة، مثل مدرسة المدفعية البحرية أو مدرسة الطوربيد، التي كانت الدورات فيها تستمر ستة أشهر لكل دورة. كانت كلية الحرب البحرية نفسها تقدم دورة دراسية مدتها سنة واحدة.
تم حل كلية الحرب البحرية في مايو 1945، حتى قبل نهاية الحرب العالمية الثانية. تم تحويل مبانيها إلى المعهد الوطني للأمراض المعدية التابع لوزارة الصحة، وتم هدمها في 1999. ورثت أكاديمية خفر السواحل اليابانية، الواقعة في كورشي ، مكتبتها التي تحتوي على حوالي 8000 مجلد.